# Le Coq Sportif
Le Coq Sportif (traducido en español como «El gallo deportista») es una empresa francesa de fabricación de material deportivo fundada en 1882 por Émile Camuset y con sede en Entzheim. La empresa empezó a fabricar artículos con su ya famosa marca del gallo en 1948. El nombre y la marca de la empresa derivan del gallo galo, símbolo nacional de Francia.

## Actualidad
En la actualidad, Le Coq Sportif es una filial de Airesis S.A., una sociedad de inversiones con sede en Suiza que posee una participación del 69% en LCS. La gama actual de productos de Le Coq Sportif incluye ropa deportiva, ropa informal y calzado.

## Patrocinios
Clubes de fútbol

### América
- Club Atlético Rosario Central (a partir de 2025)
- Talleres de Córdoba
- América de Cali

### Europa
- ESTAC Troyes
- PAS Giannina
- Casarano
- AS Velasca
- Lausanne

### Asia
- Homenmen Beirut

### África
- Soweto Stars FC
- Stellenbosch FC

Comités olímpicos
- Comité Olímpico Argentino

Rugby
- Selección de rugby de Argentina